# Empire Bakuba
 (septembre 2024).
La mise en forme du texte ne suit pas les recommandations de Wikipédia : il faut le « wikifier ».
Les points d'amélioration suivants sont les cas les plus fréquents. Le détail des points à revoir est peut-être précisé sur la page de discussion.
- Les titres sont pré-formatés par le logiciel. Ils ne sont ni en capitales, ni en gras.
- Le texte ne doit pas être écrit en capitales (les noms de famille non plus), ni en gras, ni en italique, ni en « petit »…
- Le gras n'est utilisé que pour surligner le titre de l'article dans l'introduction, une seule fois.
- L'italique est rarement utilisé : mots en langue étrangère, titres d'œuvres, noms de bateaux, etc.
- Les citations ne sont pas en italique mais en corps de texte normal. Elles sont entourées par des guillemets français : « et ».
- Les listes à puces sont à éviter, des paragraphes rédigés étant largement préférés. Les tableaux sont à réserver à la présentation de données structurées (résultats, etc.).
- Les appels de note de bas de page (petits chiffres en exposant, introduits par l'outil «  Source ») sont à placer entre la fin de phrase et le point final[comme ça].
- Les liens internes (vers d'autres articles de Wikipédia) sont à choisir avec parcimonie. Créez des liens vers des articles approfondissant le sujet. Les termes génériques sans rapport avec le sujet sont à éviter, ainsi que les répétitions de liens vers un même terme.
- Les liens externes sont à placer uniquement dans une section « Liens externes », à la fin de l'article. Ces liens sont à choisir avec parcimonie suivant les règles définies. Si un lien sert de source à l'article, son insertion dans le texte est à faire par les notes de bas de page.
- La présentation des références doit suivre les conventions bibliographiques. Il est recommandé d'utiliser les modèles {{Ouvrage}}, {{Chapitre}}, {{Article}}, {{Lien web}} et/ou {{Bibliographie}}. Le mode d'édition visuel peut mettre en forme automatiquement les références.
- Insérer une infobox (cadre d'informations à droite) n'est pas obligatoire pour parachever la mise en page.

Pour une aide détaillée, merci de consulter Aide:Wikification.
Si vous pensez que ces points ont été résolus, vous pouvez retirer ce bandeau et améliorer la mise en forme d'un autre article.
Empire Bakuba est un groupe de soukous formé au Zaire — aujourd'hui République démocratique du Congo — en 1972. Le nom du groupe fait référence au royaume Kuba ; il est parfois mentionné sous le nom d'Empire Bakuba du Grand Kalle, en l'honneur de Grand Kallé qui fut également le mentor de Pepe Kalle, le leader du groupe. Le groupe ne s'est jamais officiellement dissous, bien que son activité ait été rare depuis la mort de Pepe Kallé en 1998.
Les membres principaux du groupe incluent les chanteurs Pepe Kalle, « Papy Tex » Matolu Dode, Dilu Dilumona, et le chanteur principal, danseur, auteur-compositeur, chorégraphe et animateur Bileku Mpasi Djouna Mumbafu (Bigone). Djouna a joué un rôle majeur dans la popularisation de l'Empire Bakuba depuis 1980 à l'age de 15 ans, lorsqu'il est découvert par Pepe Kalle et intègre le groupe Empire Bakuba, jusqu'en novembre 1998, date de la mort de Pepe Kalle. Djouna Mumbafu reste actif à la fois dans les rares activités actuelles de l'Empire Bakuba et en tant qu'artiste solo avec son orchestre Big One. D'autres membres d'Empire Bakuba incluent les guitaristes « Boeing 737 » Kinanga Nanzao et « Doris » Ebuya Lange, Dokolos, Jolie Bebe et le danseur « Emoro » Tumba Ayila,,,,,.

## Histoire
Empire Bakuba est fondé en 1972 par Pepe Kalle, Papy Tex et Dilu Dilumona qui étaient tous à l'époque membres du groupe Lipua Lipua et avaient auparavant fait partie du groupe de quartier African Choc. Ils se sont rapidement imposés comme l'un des principaux groupes de jeunes à Kinshasa, devenant une présence constante dans les classements congolais et un acteur de la scène du soukous dans les années 1970 et 1980.
Comparé à celui d'autres groupes de soukous populaires de l'époque, tels que Zaïko Langa Langa, le son d'Empire Bakuba se distinguait par une forte influence de la musique traditionnelle et congolaise. Cela se reflète également dans le kwasa kwasa, un style de danse popularisé par Empire Bakuba et plus tard adopté par plusieurs autres artistes congolais, notamment Kanda Bongo Man et Koffi Olomidé. Les performances live d'Empire Bakuba étaient très scénographiques, avec Pepe Kalle leader du groupe, mesurant près de deux mètres et pesant environ 140 kilos, accompagné du danseur Emoro.[réf. nécessaire]
En 1992, le groupe fait face à la mort d'Emoro. À cette époque, le sommet du succès d'Empire Bakuba était passé, mais le groupe demeurait assez populaire. Emoro a été remplacé par trois danseurs pygmées, et les performances live d'Empire sont devenues encore plus semblables à des spectacles de cirque. Quand Pepe Kalle meurt en 1998, sa mort a été suivie d'un grave accident de voiture impliquant Papy Tex. Pendant un certain temps, Empire Bakuba a été considéré par les médias comme ayant cessé d'exister. Cependant en 1999, Papy Tex s'est rétabli et est devenu le nouveau leader du groupe qui a sorti quelques albums supplémentaires. Papy Tex est toujours avec Empire Bakuba.

## Discographie partielle
Note: les références discographiques suivantes sont extraites de,
- Nazingi Maboto
- Chérie Ondi (Editions Veve 198?)
- Zabolo (Rythmes et Musique 1982)
- Amour propre (Editions Veve 1984)
- Tête africaine (DK 1985)
- Bombe atomique (Mélodie 1985)
- Muana Bangui (Rythmes et Musique 1985)
- Trop c'est trop (Rythmes et Musique 1985)
- La Belle Etoile (Rythmes et Musique 1984)
- Bonana 85 (PF 1985)
- Kabambare (1985)
- Livre d'or (DV 1986)
- Dans Masassi calculé à Abidjan (ACMP 1986)
- Adieu Dr. Nico (Sonodisc 1986)
- Obosini Kisomele (Syllart 1986)
- Allah (Rythmes et Musique, 1986)
- Bakuba Show (Syllart 1987)
- Sombokila (Syllart 1987)
- Blanche neige (Rythmes et Musique 1987, with Grand Zaiko Wa Wa)
- Nzoto ya chance / 8000 km, aussi connu comme Kwassa Kwassa (Leader Records Repro 1987)
- Joe Dikando (LS 1987)
- Pon Moun Paka Bougé (Afrorythmes 1988)
- Moyibi (Syllart 1988)
- Ya Moseka de l'Empire Bakuba (SIC 1988)
- Show times (1989)
- Cé Chalé Carnaval (Afrorythmes 1989)
- Pepe Kalle chante le poète Simaro (JM Production 1989)
- Atinze Mwana Popi (BB 1989, reissued by Sonodisc in 1993)
- Gigantafrique (Globestyle 1990)
- L'argent ne fait pas le bonheur (Gefraco/Kaluila 1990)
- Mavuela Somo & Pepe Kalle (MDL 1990, with Mavuela Somo)
- Stop feu rouge – voisin (Bleu Caraibes 1990)
- Le tube de vos vacances: Liya Liya Faina (SIMS/Sonodisc 1991)
- Feux d'artifice (Sonodisc 1992)
- Hommage à Emoro (Syllart 1992)
- Larger than Life (Stern's STCD 1992)
- Divisé par deux (Sonodisc 1993)
- Poto Malili: Kinshasa Moto! Moto! (Musicanova 1993)
- Mamie (Gefraco/Kaluila 1993)
- Savoir vivre (B-Mass BMP 1995)
- Gardez votre souffle (SUN 1995)
- Kamola Basse (1995)
- Wasiwa (Sonodisc 1996)
- Welcome in Africa (Babi/Jimmy's 1996)
- Full Option (Babi Production 1997)
- Souci ya Likinga (Flash FDB 1997)
- Merci Maman (B-Mass BMP 1997)
- Loin des yeux, Dieu seul sait (Flash FDB 1997)
- Les plus grands succès (Ngoyarto 1998)
- Cocktail (Ndiaye/Mélodies Tempo 1998)
- Best of... (Syllart 1998)
- Young Africa (EXW 1999)
- Souvenirs (Syllart 1999)
- The Best of Pepe Kalle (BMG-Milan 1999)
- Sauvetage (J.P.S. 2001)
- Sango Ya Mawa (Ngoyarto 2003)
- La naissance de l'Orchestre: Nazoki (Ngoyarto 2003)
- Johnny Bitoto (Ngoyarto 2004)